# Agents of Chaos: Jedi Eclipse
Agents of Chaos: Jedi Eclipse (megjelent Agents of Chaos II: Jedi Eclipse néven is) James Luceno Agents of Chaos kétrészes Csillagok háborúja könyvsorozatának a második része, Az Új Jedirend könyvsorozat ötödik kötete. A könyv 2000. október 1-jén jelent meg a Del Rey Books könyvkiadó gondozásában. A könyv borítóját Rick Berry készítette.
A könyv cselekménye a Yavini csata után 25 évvel játszódik.

## Fordítás
- Ez a szócikk részben vagy egészben  az   Agents of Chaos: Jedi Eclipse című angol Wikipédia-szócikk ezen változatának fordításán alapul.  Az eredeti cikk szerkesztőit annak laptörténete sorolja fel. Ez a jelzés csupán a megfogalmazás eredetét és a szerzői jogokat jelzi, nem szolgál a cikkben szereplő információk forrásmegjelöléseként.